# Norrbo kyrka
Norrbo kyrka är en kyrkobyggnad i Norrbo i Uppsala stift. Den är församlingskyrka i Bjuråker-Norrbo församling.

## Kyrkobyggnaden
Nuvarande kyrka i gustaviansk stil uppfördes åren 1795-1799 efter ritningar av arkitekt Johan Christoffer Loëll. Kyrkan har en stomme av sten och består av ett långhus med rakt kor i öster. Mitt på långhusets norra sida finns ett kyrktorn i vars bottenvåning sakristian är inhyst. Ytterväggar såväl som innerväggar är vitputsade. Kyrkorummets kor har målningar på väggar och valv.

## Inventarier
- Altartavlan är målad 1841 av Albert Blombergsson.
- På väggarna finns sex medeltida träskulpturer som tidigare fanns i den föregående kyrka.

### Orgel
- 1862 byggde Pehr Hedström, Norrala, en orgel med 10 stämmor, en manual och bihängd pedal.
- Den nuvarande orgeln byggdes 1955 av A Mårtenssons Orgelfabrik AB, Lund. Orgeln har mekanisk traktur, elektrisk registratur och slejflådor. Tonomfånget är på 56/30. Den har två fria kombinationer och automatisk pedalväxling. Fasaden med ljudande fasadpipor är från 1862 års orgel.

| Huvudverk I     | Svällverk II      | Pedal         | Koppel   |
| Principal 8'    | Fugara 8'         | Subbas 16´    | I/P      |
| Flûte d'Amour   | Rörflöjt 8'       | Octava 8'     | II/P     |
| Gedackt 8'      | Principal 4'      | Fleut 4'      | II/I     |
| Octava 4'       | Blockflöjt 4'     | Kvintadena 2' | II 16'/I |
| Fleut 4'        | Salicet 4'        | Basun 16'     | II 4'/I  |
| Kvinta 2 2⁄3'   | Svegel 2'         |               | II 4'/P  |
| Octava 2'       | Ters 1 3⁄5'       |               |          |
| Mixtur V 1 1⁄3' | Larigot 1 1⁄3'    |               |          |
| Corno 8'        | Scharf III 1'     |               |          |
|                 | Krumhornsregal 8' |               |          |
|                 | Tremulant         |               |          |
|                 | Crescendosvällare |               |          |